# Grünkäse

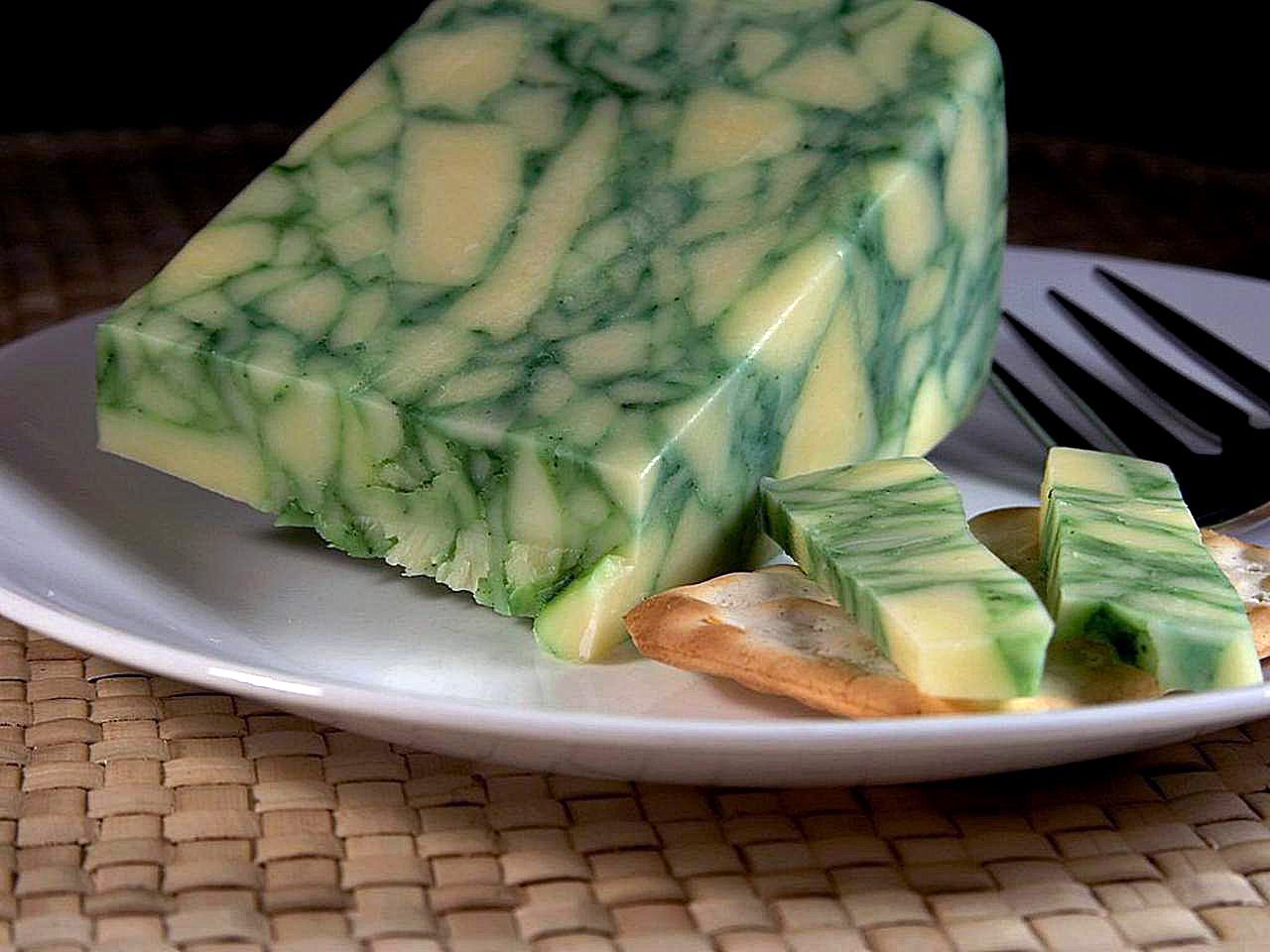
Sage Derby, ein mit Salbei aromatisierter englischer Käse

Grünkäse oder Green cheese ist eine Bezeichnung für verschiedene Käsesorten mit grüner oder blaugrüner Färbung („blue cheese“, „blue green cheese“). Die Begriffe werden verwendet zur Benennung von Käsesorten mit Innenschimmel wie auch für grüne Gewürzkäse, vor allem den Schabziger („Green Swiss“, „Swiss green cheese“), Salbeikäse („Sage cheese“) sowie andere Käsesorten.
Abgegrenzt gegen die Bezeichnung „Grünkäse“ wird der „Grüne Käse“, mit dem ein als Texel oder „Groene kaas“ benannter Schafskäse von der gleichnamigen Insel Texel benannt wird.

## Belege
1. ↑  Green cheese. In: Heinrich Mair-Waldburg: Handbuch der Käse - Käse der Welt von A-Z : Eine Enzyklopädie. Volkswirtschaftlicher Verlag, Kempten 1974; S. 493.
2. ↑  Grünkäse. In: Heinrich Mair-Waldburg: Handbuch der Käse - Käse der Welt von A-Z : Eine Enzyklopädie. Volkswirtschaftlicher Verlag, Kempten 1974; S. 499.
3. ↑  Grüner Käse. und Texel. In: Heinrich Mair-Waldburg: Handbuch der Käse - Käse der Welt von A-Z : Eine Enzyklopädie. Volkswirtschaftlicher Verlag, Kempten 1974; S. 499 und S. 771.